# 高节薹草
高节薹草（学名：Carex thomsonii）为莎草科薹草属的植物。分布在印度东北部、锡金、缅甸北部、越南北部、尼泊尔、不丹以及中国大陆的贵州、四川、云南、广西等地，生长于海拔200米至1,700米的地区，多生于河边沙地湿润处和山坡草地，目前尚未由人工引种栽培。

## 别名
块茎薹草（中国高等植物图鉴）